# Улица Варазисхеви
Улица Варазисхеви (груз. ვარაზისხევი) — улица Тбилиси, от площади Героев до проспекта Чавчавадзе.

## История
Прежде на месте улицы пролегал овраг ручья Варазис-Хеви — притока реки Вере. Через овраг был устроен мост, по которому проходила дорога в Цхнети.
Городская застройка достигла этой территории в начале XX века.

Дворянская гимназия

В 1906 году за оврагом было возведено здание дворянской гимназии (архитектор С. Клдиашвили, ныне — главное здание Тбилисского университета)
В 1948 году была начата засыпка оврага, улица сформировалась к 1957 году. Ручей Варазис-Хеви был заключён в железобетонные трубы, овраг на этом участке — засыпан.
11 мая 1961 года во время своего визита в Грузию по улице проехал приветствуемый горожанами руководитель СССР Никита Хрущёв.

## Улица в литературе
В домике на этой улице жил герой произведения Н. Думбадзе «Я, бабушка, Илико и Илларион»,  стоял домик тети Марты из его повести «Кукарача».